# Henry Scott Tuke
Henry Scott Tuke (York (Engeland), 12 juni 1858 – Falmouth, 13 maart 1929) was een Engelse schilder, die vooral bekend werd om zijn zeegezichten en romantische schilderijen van (veelal) naakte jongemannen. 

## Ontwikkeling
Henry Scott Tuke (familienaam: Tuke) werd geboren in York. Hij was afkomstig uit een Quaker-familie, die actief was in de sociale strijd. Zijn vader, de arts Daniel Hack Tuke, was een pleitbezorger voor een menselijker behandeling van krankzinnigen. Verschillende van zijn voorvaderen hadden zich al vanaf de achttiende eeuw voor krankzinnigen ingezet.
In 1874 verhuisde de familie van York naar Londen, en meldde Henry Scott Tuke zich aan als leerling bij de Slade School of Art. Na zijn studie te hebben afgerond maakte Tuke een rondreis door Italië (1880) en woonde hij een paar jaren in Parijs (1881-1883), waar hij kennis maakte met de Franse historieschilder Jean-Paul Laurens, alsmede met de Amerikaanse schilder John Singer Sargent. De laatste oefende zeker invloed op Tuke uit, want Sargent was – net als Tuke - een liefhebber van het (jonge) mannelijk naakt. Andere bekenden van Tuke bevonden zich in de kring rond Oscar Wilde. Tuke schreef een Sonnet to Youth, dat anoniem in The Artist werd gepubliceerd; later leverde hij ook een essaybijdrage aan The Studio
In 1883 keerde Tuke terug naar Engeland en vestigde zich eerst in Newlyn (Cornwall). Daar sloot hij zich aan bij een kunstenaarskolonie, bekend als de Newlyn School. Andere schilders in deze kolonie waren o.a. Walter Langley, Frank Bramley en Thomas Cooper Gotch. 

## Schilder in Falmouth
Twee jaar later verliet Tuke Newlyn en vond voor de rest van zijn leven een woon- en werkplaats in de havenplaats Falmouth, aan de kust van Cornwall. Aan boord van een door hem aangeschaft vissersbootje dat omgebouwd werd tot studio kon Tuke zich uitleven op zijn favoriete onderwerp: badende en zonnende jongemannen, soms in mythologische context. Omdat dit onderwerp nu niet bepaald goed verkoopbaar was specialiseerde Tuke zich ook in historiestukken en in portretschilderkunst. 
Kennelijk leverde de verkoop van zijn portretten en van de historiestukken genoeg op om een aantal grote reizen te maken, zoals naar Frankrijk, Italië en de Britse koloniën in West-Indië. Op latere leeftijd werd Tuke gekozen tot lid van de Royal Academy of Arts (1914). Zijn gezondheidstoestand werd echter steeds slechter, en ten slotte stierf hij, vrijwel vergeten, in 1929 in Falmouth.

## Tuke’s werk en stijl
Tegenwoordig doen de werken van Tuke het goed op de kunstveilingen, maar in de jaren volgend op zijn overlijden raakte Henry Scott Tuke eerst in vergetelheid. Dat had vooral te maken met het feit dat hij zich niet had aangesloten bij de mainstream van de kunst rond 1900. Tuke maakte gebruik van een stevige penseelstreek, waar andere en meer populaire kunstenaars in die periode juist de fijne penseel hanteerden. Ook trok zijn favoriete thema slechts een kleine kring van liefhebbers en bewonderaars, die zich voornamelijk in de kringen van homoseksuelen bevonden. Tot zijn bewonderaars van tegenwoordig hoort o.a. de Britse zanger  Elton John.
Tuke is vooral bekend om zijn bijzonder fraaie weergave van het zomerse, fragiele licht van de Engelse kuststreek. Zijn historiestukken en zeegezichten zijn echter tamelijk formeel van aard, zijn portretten sterk. 